# Silvestro Platoni
Silvestro Platoni
Perteneciente al linaje Platoni, para el año 1459 ocupaba el cargo de Rector de la Iglesia San Miguel Arcángel de Sparvo ubicada en la comuna de Castiglione dei Pepoli específicamente  en la localidad llamada Sparvo  correspondiente a la Archidiócesis de Bolonia en Italia.
Silvestro era clérigo de la Diócesis de Plasencia.,
fue canónigo de la Iglesia San Lorenzo de Bolonia y a su vez clérigo del altar mayor en San Lorenzo (La antigua y extinta iglesia parroquial S. Lorenzo  di porta stiera demolida en 1824).
Alberto di Marco de Caprandasca, capellán perpetuo de  la Iglesia de San Antonio (Borgo Val di Taro) renuncia a todo  beneficio eclesiástico según la Curia romana, él al igual  que el obispo y vicario de Bolonia,  consintieron en que los beneficios fuesen conferidos a Silvestro Platoni,  quien acepta, los derechos y beneficios de la Iglesia principal de Borgo Val di Taro pese a que ocupaba el cargo de Rector en la iglesia de  Bolonia.

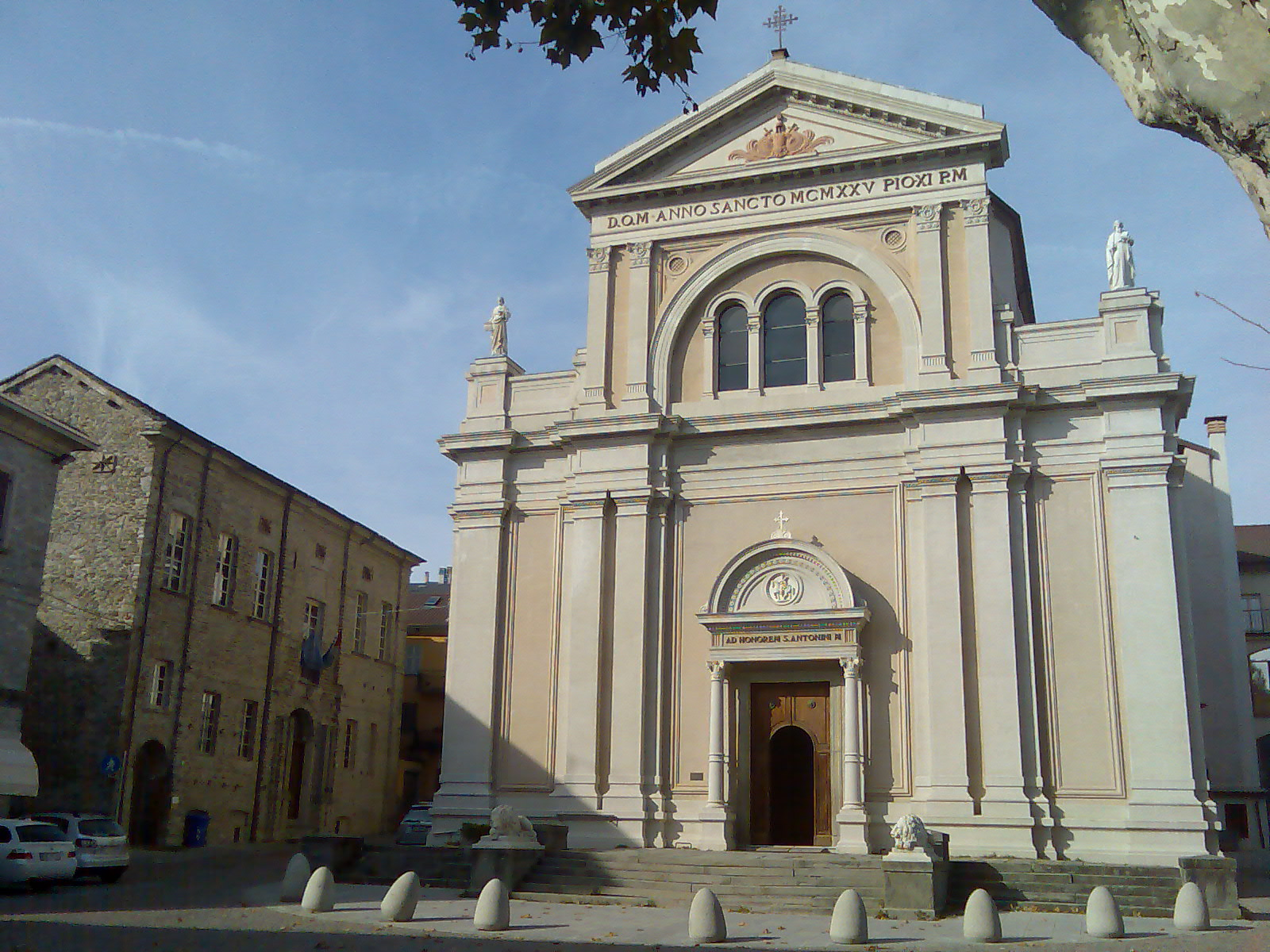
Borgotaro Chiesa Sant Antonino